# Nishitōkyō, Tokyo
Thành phố Nishitōkyō (西東京市 (Tây Đông Kinh thị) "Thành phố Tây Tokyo") là một thành phố thuộc ngoại ô Tokyo, Nhật Bản.

## Lịch sử
Thành phố được thành lập ngày 21 tháng 1 năm 2001. Trước đó, khu vực đã được hai thành phố riêng biệt Hoya và Tanashi; Hoya và Tanashi sáp nhập vào năm 2001. Tên Nishitokyo có nghĩa là "Phía tây Tokyo".

## Đô thị giáp ranh
- Đông - Nerima
- Tây - Kodaira
- Nam - Koganei và Musashino
- Bắc - Niiza, Saitama
- Tây bắc - Higashikurume

## Giáo dục
Các trường công lập trong thành phố:
- Trung học Hoya  Lưu trữ ngày 27 tháng 11 năm 2009 tại Wayback Machine
- Trung học Tanashi  Lưu trữ ngày 4 tháng 12 năm 2009 tại Wayback Machine
- Trung học kĩ thuật Tanashi  Lưu trữ ngày 1 tháng 12 năm 2009 tại Wayback Machine